# Comuna Fredericia
Fredericia (Fredericia Kommune) este o comună din regiunea Syddanmark, Danemarca, cu o suprafață totală de 133,57 km² și o populație de 50.193 de locuitori (2011).